# Mateo Maccari
Mateo Ignacio Maccari (Rosario, 29 dicembre 2000) è un calciatore argentino, centrocampista del Chaco For Ever.

## Caratteristiche tecniche
È un mediano.

## Carriera
Cresciuto nel settore giovanile del Newell's Old Boys, debutta in prima squadra il 14 settembre 2020 in occasione dell'incontro di Copa Diego Armando Maradona vinto 4-2 contro il Lanús. Successivamente gioca in prestito in seconda divisione con Agropecuario e Chaco For Ever.

## Statistiche

### Presenze e reti nei club
Statistiche aggiornate al 31 luglio 2021.
| Stagione        | Squadra           | Campionato      | Campionato | Campionato | Coppe nazionali | Coppe nazionali | Coppe nazionali | Coppe continentali | Coppe continentali | Coppe continentali | Altre coppe | Altre coppe | Altre coppe | Totale | Totale |
| Stagione        | Squadra           | Comp            | Pres       | Reti       | Comp            | Pres            | Reti            | Comp               | Pres               | Reti               | Comp        | Pres        | Reti        | Pres   | Reti   |
| --------------- | ----------------- | --------------- | ---------- | ---------- | --------------- | --------------- | --------------- | ------------------ | ------------------ | ------------------ | ----------- | ----------- | ----------- | ------ | ------ |
| 2020            | Newell's Old Boys |                 | -          | -          | CdL             | 1               | 0               |                    | -                  | -                  |             | -           | -           | 1      | 0      |
| 2021            | Newell's Old Boys | PD              | 4          | 0          | CA+CdL          | 0               | 0               |                    | -                  | -                  |             | -           | -           | 4      | 0      |
| Totale carriera | Totale carriera   | Totale carriera | 4          | 0          |                 | 1               | 0               |                    | -                  | -                  |             | -           | -           | 5      | 0      |